# Вежі мовчання (Язд)

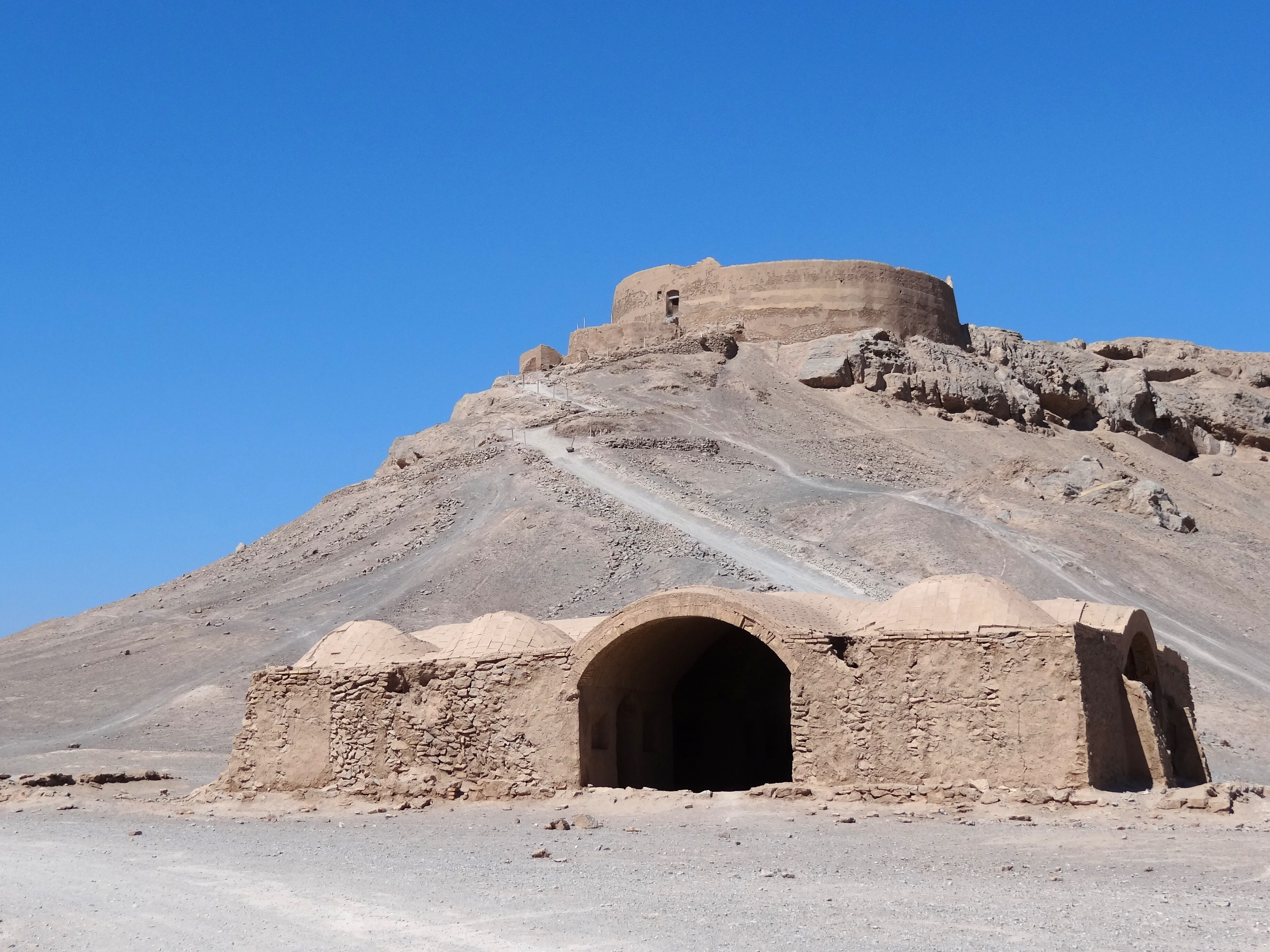
Вежа мовчання поблизу міста Язд

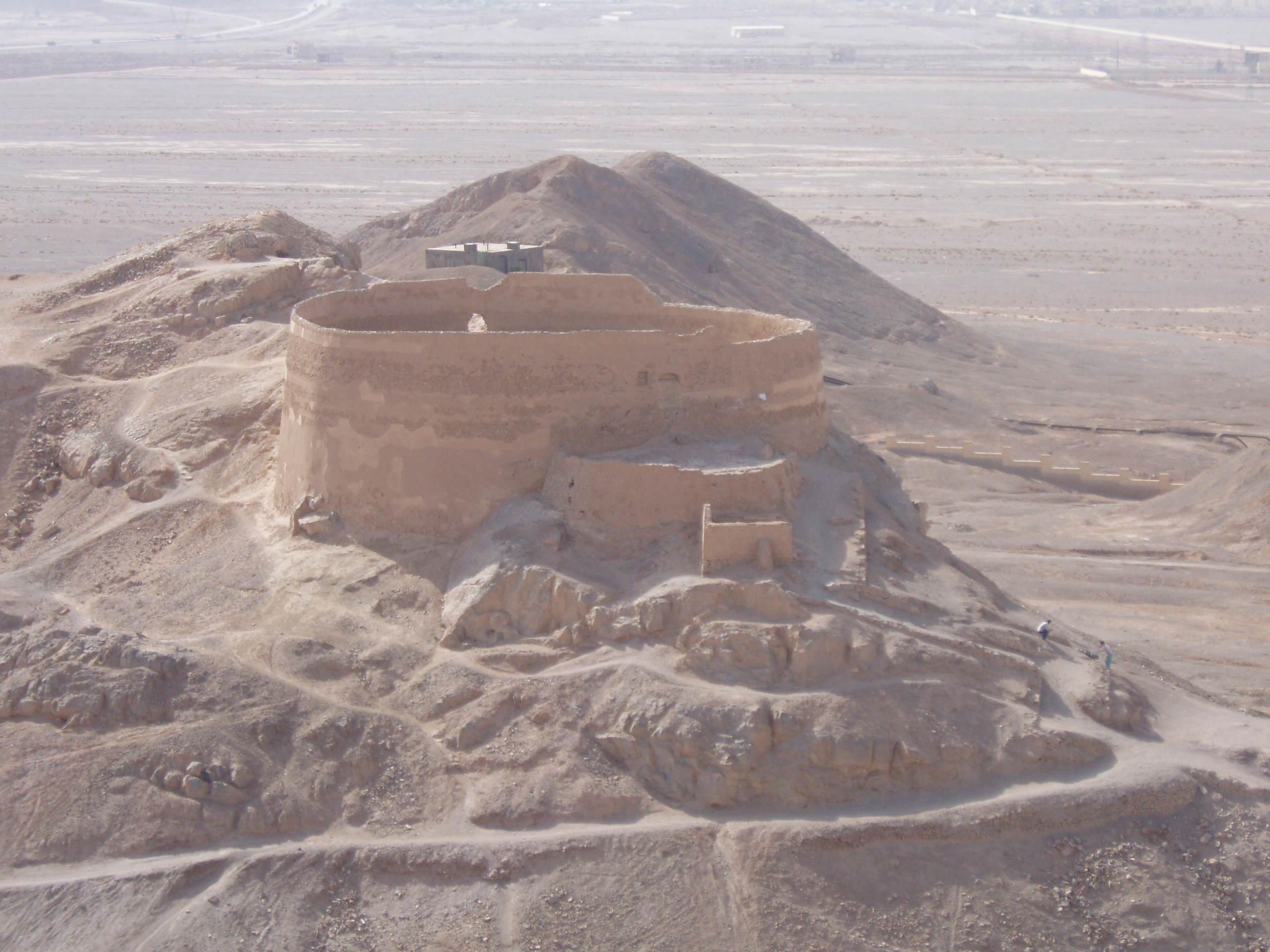
Вежа мовчання поблизу міста Язд

Вежі мовчання або дахме зороастрійців (перс. دخمه زرتشتیان, дахме-є зартоштіян) — дві вежі, що розташовані на двох сусідніх пагорбах за 15 кілометрів на південний схід від міста Язд.

## Призначення
Зороастрійці зверху на вежі мовчання клали мерців, щоб їх поїдали птахи-трупоїди. Після цього кістки скидали у ями всередині веж де дощ змивав залишки плоті. Згідно з віруваннями зороастрійців, можна було ховати лише очищені кістки, щоб «нечиста» плоть мерців не «оскверняла» землю.